# 民族站 (巴黎地铁)
民族站（法語：Nation）是法国巴黎地铁的一个大型车站，位于巴黎十一區，民族廣場（Place de Nation）地下，1號線月台於1900年7月19日启用，随后多条路线陆续通车，使其成为巴黎市区东部重要的地铁换乘车站。

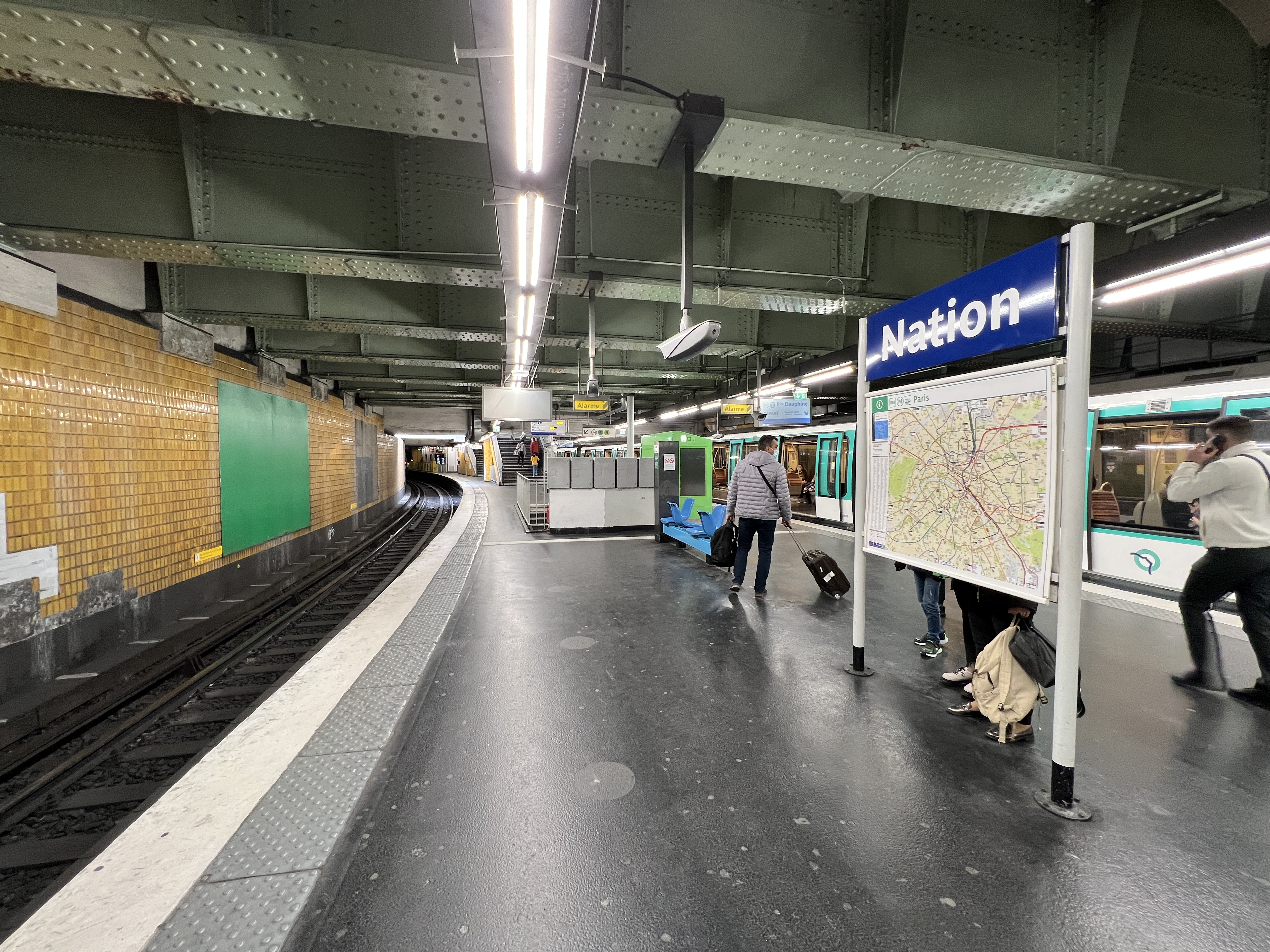
2號線月台 (2022年4月)

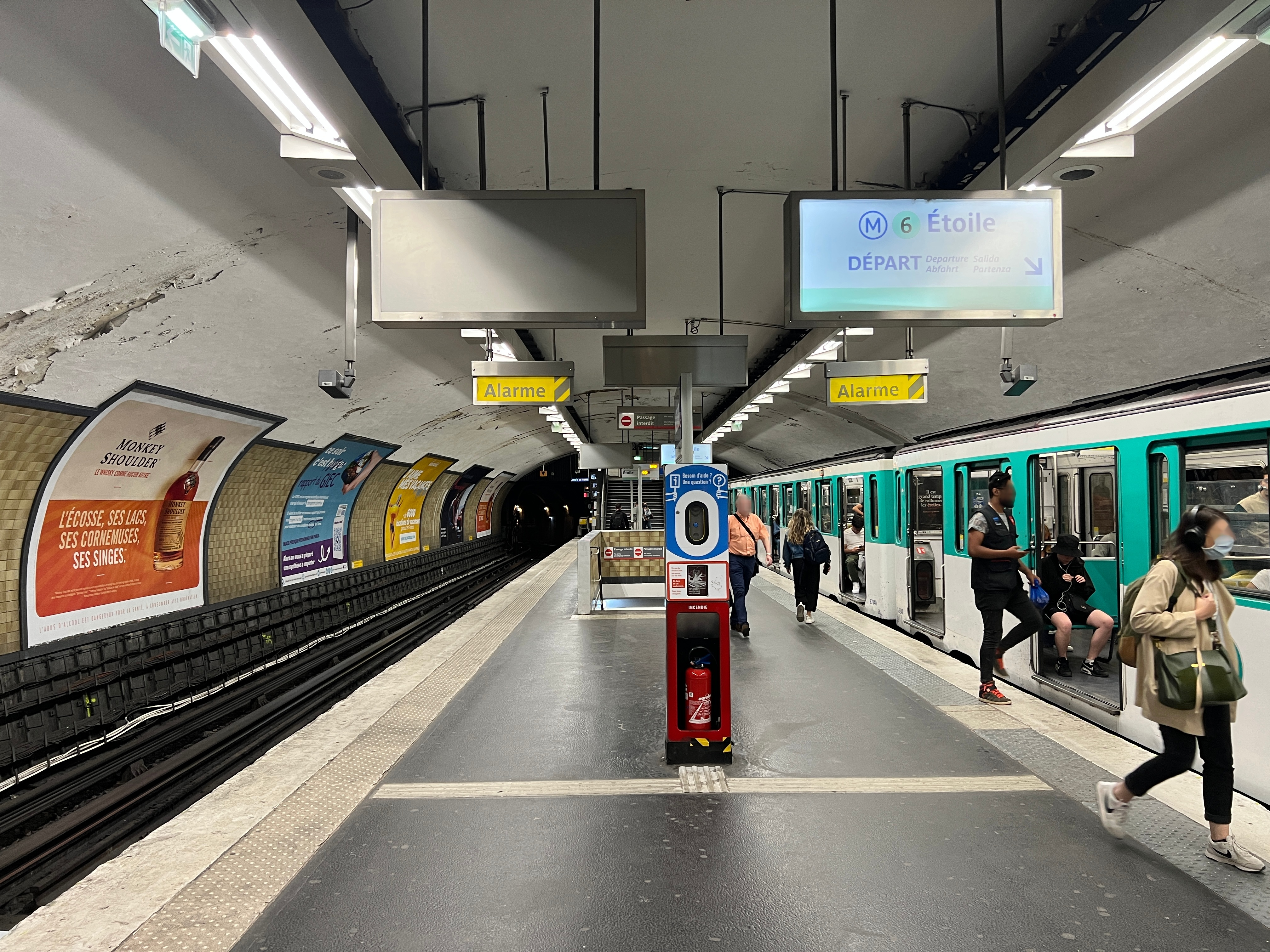
6號線月台 (2022年6月)

## 車站結構
| G                   | 街道                             | 出入口                         |
| M                   | 夾層                             | 連接層，往出入口               |
| P 1、2、6號線月台層 | 2號線西行                        | 往太子妃门（阿夫龙）           |
| P 1、2、6號線月台層 | 島式月台                         |                                |
| P 1、2、6號線月台層 | 2號線西行                        | 往太子妃门（阿夫龙）           |
| P 1、2、6號線月台層 | 設有月台幕門的側式月台，右側開門 |                                |
| P 1、2、6號線月台層 | 1號線西行                        | 往拉德芳斯（勒伊-狄德羅）      |
| P 1、2、6號線月台層 | 1號線東行                        | 往文森城堡（文森門）           |
| P 1、2、6號線月台層 | 設有月台幕門的側式月台，右側開門 |                                |
| P 1、2、6號線月台層 | 6號線西行                        | 往夏爾·戴高樂-星形（皮克皮斯） |
| P 1、2、6號線月台層 | 島式月台                         |                                |
| P 1、2、6號線月台層 | 6號線西行                        | 往夏爾·戴高樂-星形（皮克皮斯） |
| 9號線月台           | 側式月台，右側開門               | 側式月台，右側開門             |
| 9號線月台           | 西行                             | 往塞夫爾橋（鐵球路）           |
| 9號線月台           | 東行                             | 往蒙特勒伊市政厅（比藏瓦勒）   |
| 9號線月台           | 側式月台，右側開門               |                                |